# Josué de Castro – Cidadão do Mundo
Josué de Castro – Cidadão do Mundo é um documentário de 50 min., dirigido por Silvio Tendler, lançado em 1995, que retrata a vida e a obra do médico pernambucano Josué de Castro, autor de obras como A Geografia da Fome   .